# Stoke Ash
Stoke Ash – wieś w Anglii, w hrabstwie Suffolk, w dystrykcie Mid Suffolk. Leży 26 km na północ od miasta Ipswich i 122 km na północny wschód od Londynu. Miejscowość liczy 240 mieszkańców.